# Lough Arrow
Lough Arrow (irisch Loch Arbhach) ist ein See in Irland im County Sligo.

## Allgemeines
Lough Arrow liegt im Süden des County Sligo an der Grenze zum County Roscommon. Er ist in südlicher Richtung 22,5 km von Sligo entfernt, 10 km westlich von Ballymote und 6,5 km nördlich von Boyle in Roscommon. Seine Nord-Süd-Ausdehnung beträgt 8 km, an der breitesten Stelle misst er 2,5 km. Seine Fläche beträgt etwa 12,5 km². Der See liegt am Fuße der Curlew Mountains und ist wegen seiner Wildlachs-Bestände ein beliebtes Anglerrevier, er wird durch eine Anzahl von Quellen gespeist.
Am Westufer liegt Carrowkeel mit einer weitläufigen neolithischen Anlage, die mehrere Ganggräber umfasst. Am Ostufer sind die Ruinen des Dominikanerklosters Ballindoon bei Ballynary zu finden, dem Stammsitz der in Irland und Chile sehr bekannten Familie O’Higgins.
Auf einem Aussichtspunkt oberhalb des Sees steht eine moderne Metallskulptur, genannt The Gaelic Chieftain („der gälische Clanführer“) von Maurice Harron.

## Legende und Mythologie
Nach der Irischen Mythologie fand am Lough Arrow die Schlacht vom nördlichen Mag Tuired, auch zweite oder große Schlacht genannt (gälisch: An Dara Cath Maighe Tuireadh), zwischen den Túatha Dé Danann und den mit den Firbolg verbündeten Fomori statt. Nach dieser Schlacht waren die Túatha Dé Danann bis zum Eintreffen der Milesier die Herren von Irland.

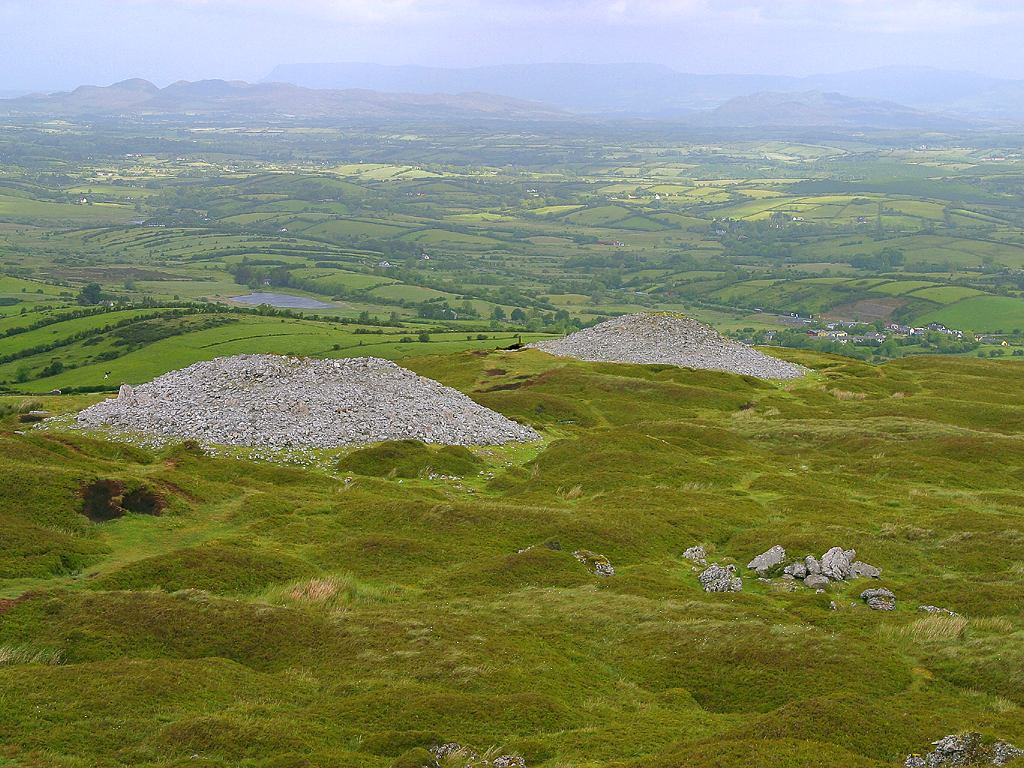
Zwei Grabhügel oberhalb des Lough Arrow bei Carrowkeel
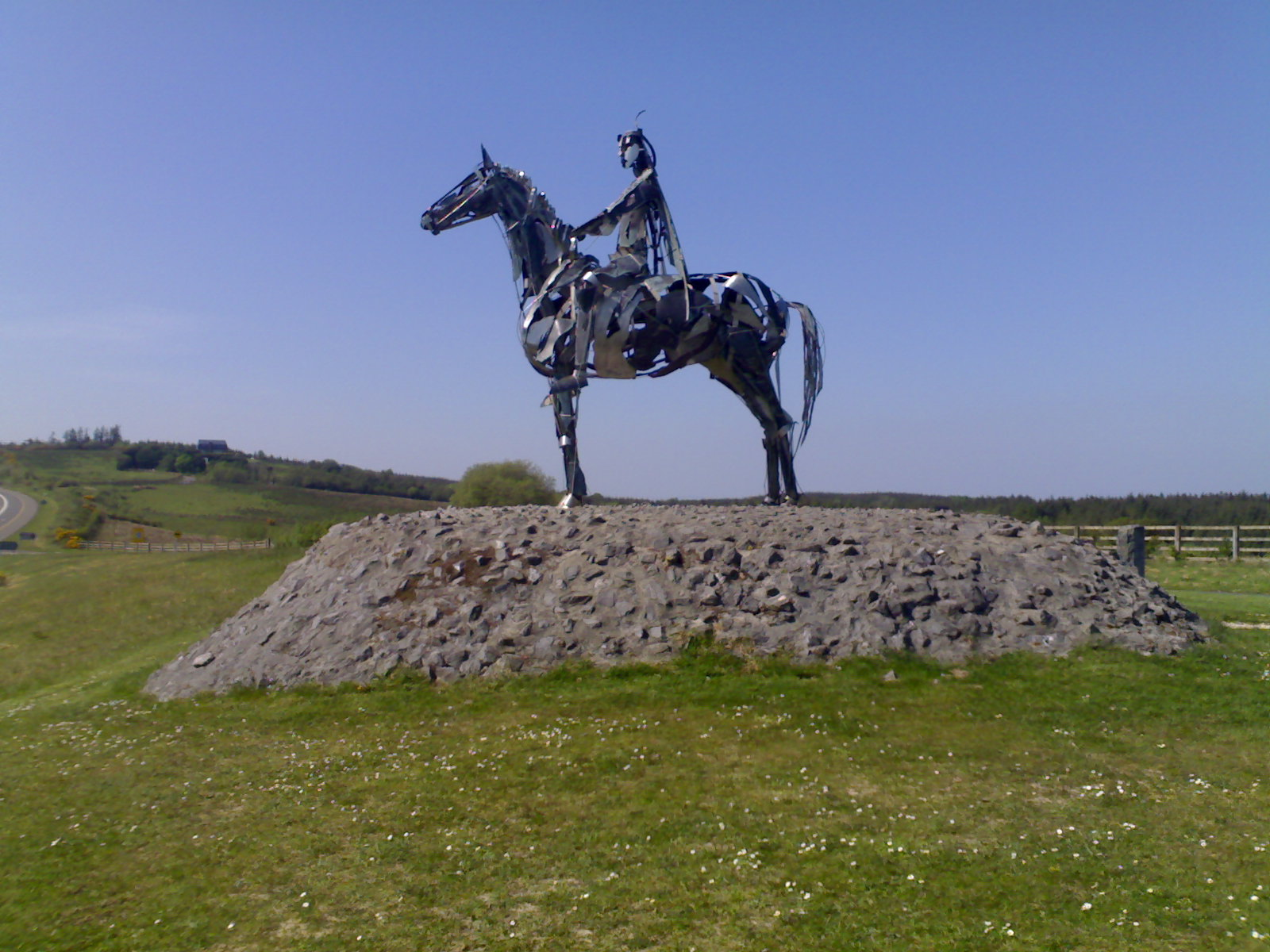
The Gaelic Chieftain